# 堅強的野花
《野花》（韓語：들꽃）是韓國SBS自2005年10月10日至2006年2月24日間播放的晨間連續劇。本劇首集收視取得15.0%，高於前一檔《女王的條件》的開播收視（11.8%）；最高收視則達21%（TNMS），位居同期晨間劇收視冠軍，高於同期播映的《故鄉站》（KBS1）、《姊妹海》（MBC）等劇。雖然有貧窮女、財閥男的劇情設定，但因捨棄晨間劇常見的不倫情節，而受到好評。

## 故事
講述大姊李順貞在父親拋家棄子後，獨自拉拔弟妹長大，某日，收留了失去記憶的商人鄭賢俊，父親又帶著年幼的弟弟歸來，生母還以貴婦之姿來到她周圍，他將面臨愛情、親情與事業的重重考驗。

## 演員陣容

### 主要人物
- 李雅賢 飾演 李順貞

經營飾品工廠，17歲便獨自扶養三個弟妹。
- 鮮在德 飾演 鄭賢俊

服飾公司社長，因遭受打擊而失憶，並被順貞收留。
- 金正學 飾演 朴民奎

順貞的初戀，是個貪戀錢財的人。
- 張惠淑 飾演 閔江熙

賢俊的妻子，富有私慾而背叛著賢俊。

### 其他人物
- 趙南錫 飾演 李振浩

28歲，李家長子，順貞的弟弟，是名銀行員。
- 任性彥 飾演 李恩貞

25歲，李家次女，順貞的妹妹，個性愛慕虛榮。
- 申玹卓 飾演 李振燮

21歲，李家次子，順貞的弟弟，正準備第三次高考的考生。
- 吳美燕 飾演 玹玉熙

55歲，順貞的生母，在順貞年幼時拋家棄女，如今以女富商的姿態，企圖挽回順貞的心。
- 金成謙 飾演 李達書

60歲，李家姊弟的父親，一生過得艱困，卻總是惹事成為兒女的累贅。
- 李東浩 飾演 李東東

7歲，達書在外生下的兒子。
- 白承賢 飾演 許再啟

28歲，銀行員，振浩的朋友，後與恩貞相戀。
- 韓如雲 飾演 羅妍珍

27歲，銀行員，振浩的女友暨妻子。
- 鄭旭 飾演 崔慶澤

35歲，賢俊的秘書室長，江熙的戀人。
- 金善化 飾演 洪班長

40歲，順貞的工廠領班。

## 外部連結
- 官方网站
- 官方网站－臺灣緯來綜合台（繁體中文）
- 官方网站－臺灣緯來戲劇台（繁體中文）

## 作品的變遷
| SBS 晨間劇                                   | SBS 晨間劇                                 | SBS 晨間劇 |
| -------------------------------------------- | ------------------------------------------ | ---------- |
|                                              | 野花 （2005年10月10日 - 2006年2月24日）    |            |
| 女王的條件 （2005年5月29日 - 2005年10月8日） | 好想戀愛 （2006年2月26日 - 2006年7月29日） |            |

| 臺灣 緯來綜合台 週一至週五 20:00 - 21:30 · 3月3日起 20:00 - 22:00                           | 臺灣 緯來綜合台 週一至週五 20:00 - 21:30 · 3月3日起 20:00 - 22:00 | 臺灣 緯來綜合台 週一至週五 20:00 - 21:30 · 3月3日起 20:00 - 22:00 |
| ------------------------------------------------------------------------------------------- | ----------------------------------------------------------------- | ----------------------------------------------------------------- |
|                                                                                             | 堅強的野花 （2008年2月12日 - 2008年4月8日）                       |                                                                   |
| —                                                                                           | 文熙 （2008年4月9日 - 2008年5月28日）                             |                                                                   |
| 緯來戲劇台 週一至週五 19:00 - 20:00 11月25日至12月8日 19:00 - 21:00 12月9日起 19:00 - 20:00 |                                                                   |                                                                   |
| 歐巴桑向前衝（重播） （2008年6月12日 - 2008年10月29日）                                     | 堅強的野花 （2008年10月30日 - 2008年2月1日）                      | 黃金新娘 （2009年2月2日 - 2009年5月1日）                          |